# Petr Garabík
Petr Garabík (* 1. ledna 1970 Jeseník) je bývalý český biatlonista.
Startoval na ZOH 1994, 1998 a 2002, jeho nejlepším individuálním výsledkem je 11. místo z vytrvalostního závodu v Lillehammeru 1994. V Salt Lake City 2002 pomohl českému týmu k 5. místu v závodu štafet.
Na světových šampionátech byl individuálně nejlépe osmý ve sprintu v roce 1996, roku 1995 získal v závodě družstev stříbrnou medaili.
Od roku 2008 se jako servisman stará o lyže amerického biatlonového týmu. V lednu 2024 ho americký biatlonový svaz na půl roku vyřadil ze servisního týmu za sexuální obtěžování závodnice Joanne Reidové, což potvrdilo vyšetřování komise SafeSport. Reidová si na Garabíka opakovaně stěžovala již od roku 2019 kvůli nevhodným poznámkám a dotekům. Ten připustil, že některé jeho poznámky byly sexuálního charakteru a uvedl, že jeho „chování je v evropské kultuře normální“. Garabík byl z týmu suspendován také v roce 2021 během vyšetřování komise SafeSport.